# Воронцов Микола Олексійович
Микола Олексійович Воронцов (* 13 квітня 1922, М'якохід — † 28 грудня 1943) — радянський офіцер, Герой Радянського Союзу (1944, посмертно), в роки німецько-радянської війни ад'ютант-старший мотострілецького батальйону 71-ї механізованої бригади 3-ї гвардійської танкової армії 1-го Українського фронту, лейтенант.

## Біографія
Народився 13 квітня 1922 року в селі М'якохід Бершадського району Вінницької області в сім'ї службовця. Українець. Член ВЛКСМ з 1938 року. У 1941 році закінчив Теплицький зоотехнічний технікум. Працював зоотехніком у рідному селі.
У 1941 році призваний до лав Червоної Армії. Закінчив Талліннське піхотне училище. У боях німецько-радянської війни з 1943 року. Воював на Центральному, Воронезькому і 1-му Українському фронтах.
Виконував штабні доручення. Брав участь у відкритих боях за місто Фастів, відзначився у протитанкових атаках.
У грудні 1943 року учасник боїв на Житомирщині. 28 грудня 1943 року після важкого поранення помер у чині ад'ютанта.
Похований у селі Більківці Коростишівського району Житомирської області.

## Нагороди, пам'ять

Погруддя у Коростишеві

Указом Президії Верховної Ради СРСР від 10 січня 1944 року за героїзм, мужність і військову майстерність, проявлені у битві за Дніпро, визволення Києва і Фастова, лейтенанту Воронцову Миколі Олексійовичу присвоєно звання Героя Радянського Союзу (посмертно).
Нагороджений орденами Леніна (10 січня 1944; посмертно), Червоної Зірки.
У місті Коростишеві Житомирської області на Алеї Героїв М. О. Воронцову встановлено погруддя. Також погруддя Героя встановлене у рідному селі М'якохід.